# フアン・マヌエル・サルゲイロ
フアン・マヌエル・サルゲイロ（Juan Manuel Salgueiro, 1983年4月3日 - ）は、ウルグアイ・モンテビデオ出身の元サッカー選手。現役時代のポジションはフォワード。

## タイトル
ダヌービオ
- プリメーラ・ディビシオン : 2004

エストゥディアンテス
- コパ・リベルタドーレス : 2009

LDUキト
- セリエA : 2010
- レコパ・スダメリカーナ : 2010